# Joe Gibbs Racing
Joe Gibbs Racing is een Amerikaans raceteam dat actief is in de NASCAR Sprint Cup en de NASCAR Nationwide Series. Het team werd in 2009 opgericht door voormalig Washington Redskins-coach Joe Gibbs.

## Geschiedenis
Het team startte in 1992 in de Winston Cup, de huidige Sprint Cup, met coureur Dale Jarrett. Hij won de eerste races voor het team met overwinningen van de Daytona 500 in 1993 en de Mello Yello 500 in 1994. Op het einde van 1994 verliet hij het team en werd hij vervangen door Bobby Labonte. Hij werd in 1999 vicekampioen na Jarrett die inmiddels voor Yates Racing reed. In 2000 won Labonte het kampioenschap, de eerste titel voor het team en de eerste en enige titel voor zichzelf. Vanaf 1999 reed Tony Stewart als tweede coureur bij het team. Hij won de titel in 2002 en 2005. Labonte verliet het team na 2005 en Stewart startte zijn eigen team in 2009. Huidige rijders zijn  in 2020 Denny Hamlin, Kyle Busch, Martin Truex Jr. en Erik Jones. Kyle Busch won in 2015 en 2019 de NASCAR Monster Energy Cup Series met het team.

## Galerij

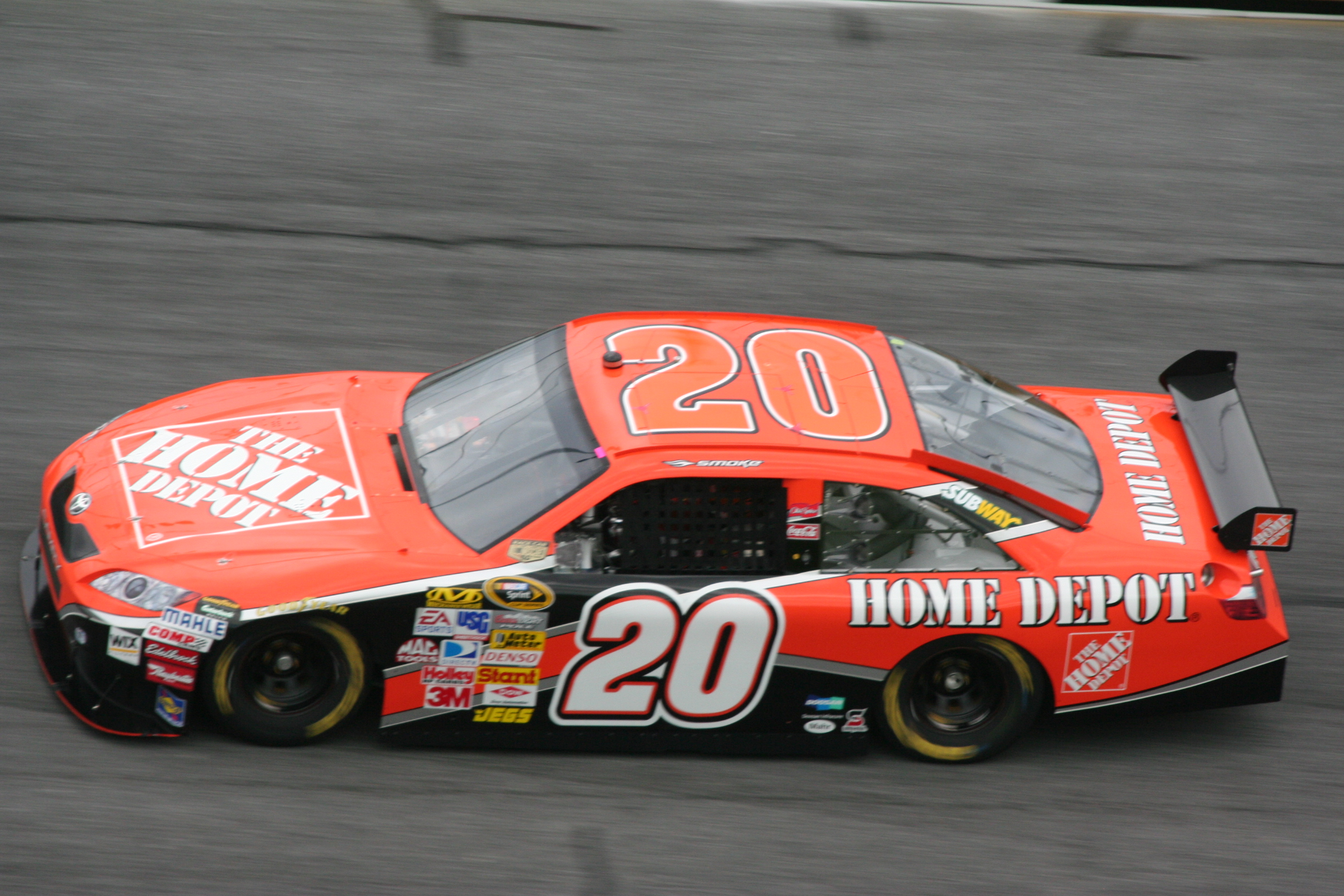
Tony Stewart in 2008
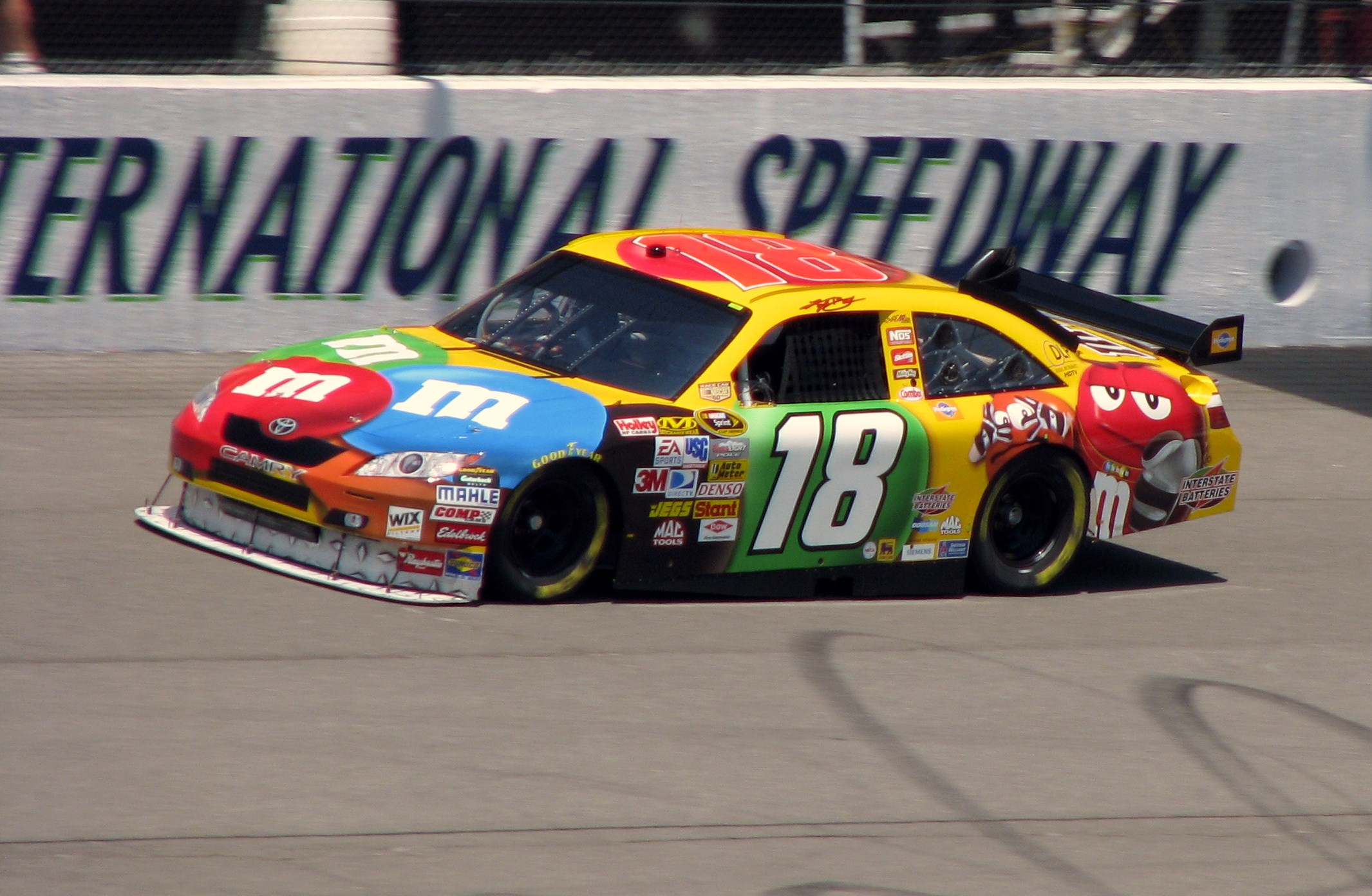
Kyle Busch in 2008
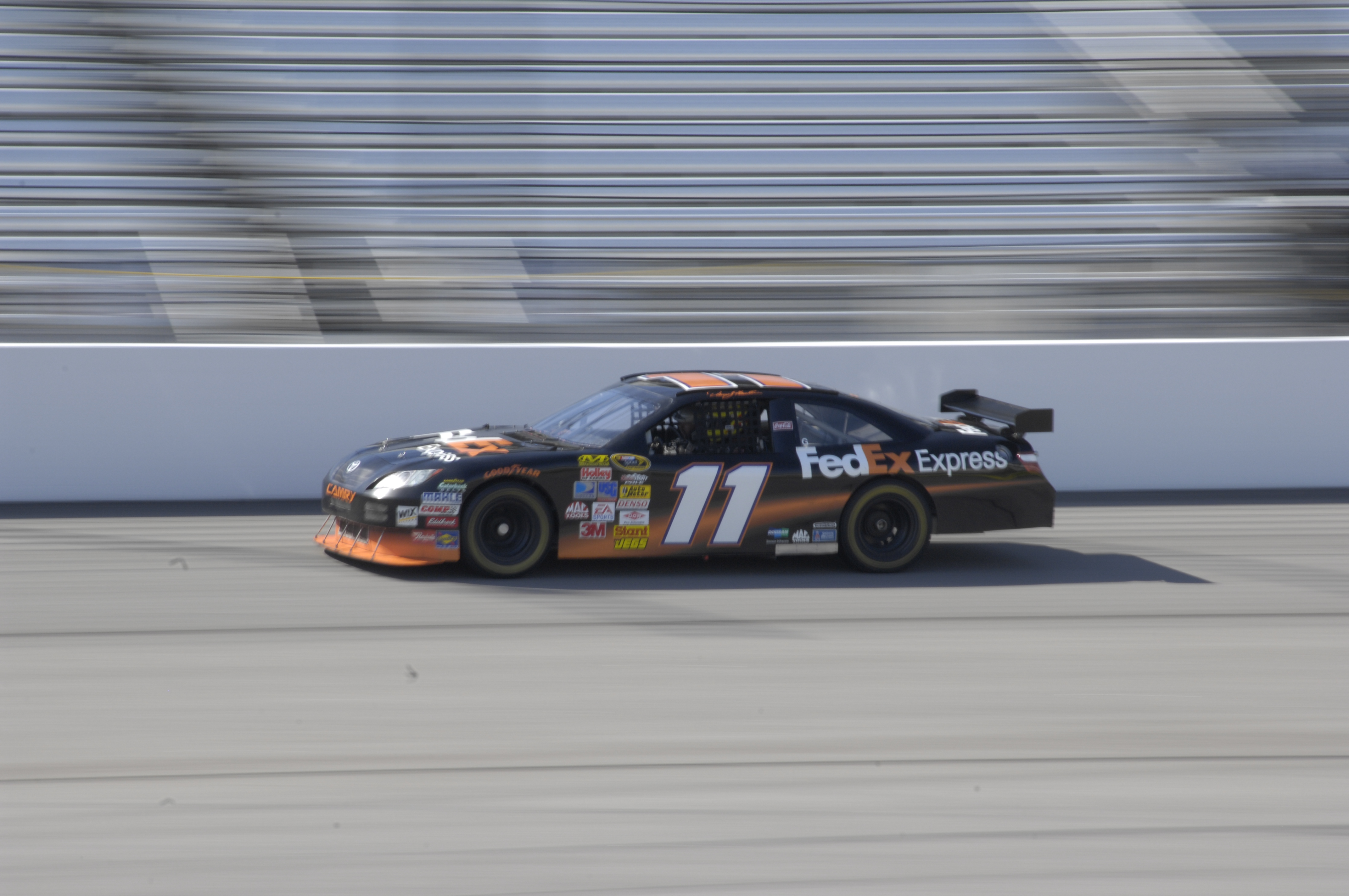
Denny Hamlin in 2011